# João Carlos Teixeira
Pour les articles homonymes, voir Teixeira.
João Carlos Vilaça Teixeira est un footballeur portugais né le 18 janvier 1993 à Braga. Il évolue au poste de milieu offensif ou d'ailier au Shanghai Shenhua.

## Biographie

### En club
João Teixeira commence sa carrière dans le club de sa ville natale, avec les jeunes du Sporting Braga. Il continue ensuite sa formation au Sporting Lisbonne, club où il reste 8 saisons, avant de terminer faute de perspectives de monter en équipe fanion sa formation au Liverpool FC.
En 2013, afin de gagner du temps de jeu, il est prêté à Brentford, club de League One. Puis lors de la saison 2014-2015, il est de nouveau prêté, cette fois-ci à Brighton and Hove, club de Championship. Il dispute 31 matchs en deuxième division avec cette équipe, inscrivant 6 buts. Il marque notamment un doublé contre Ipswich Town en janvier 2015, et un autre contre Birmingham City en février de cette même année.
En juin 2016, il rejette la proposition de prolongation de contrat de Liverpool et celle d'achat venue du Sporting où il a joué entre 2004 et 2012 pour rejoindre le FC Porto où il est la première recrue officielle du nouvel entraîneur Nuno Espirito Santo.
Il joue son premier match sous ses nouvelles couleurs le 17 juillet 2016 face à l'équipe allemande d'Osnabrück.

### En équipe nationale
João Teixeira évolue avec toutes les sélections portugaises de jeunes.
Il participe avec l'équipe des moins de 17 ans au championnat d'Europe des moins de 17 ans 2010 organisé au Liechtenstein.

## Palmarès
- FC Porto
  - Vice-champion du Portugal en 2017